# باشگاه فوتبال زیر ۱۷ سال استقلال تهران
تیم فوتبال زیر ۱۷ سال استقلال یا تیم فوتبال نوجوانان استقلال تهران تیم فوتبال رده سنی زیر ۱۷ سال باشگاه فوتبال استقلال تهران است که در شهر تهران و در لیگ رده سنی زیر ۱۷ سال لیگ فوتبال تهران حاضر است.

## فصل‌ها

### فصل ۱۴۰۰–۱۳۹۹

تیم نوجوانان دوچرخه‌سواران در ۱۳۲۶، از نخستین تیم‌های نوجوانان تاریخ فوتبال ایران

تیم زیر ۱۷ سال استقلال در این فصل در رقابت‌های لیگ فوتبال تهران حاضر است.